# 约瑟夫·史克沃莱茨基

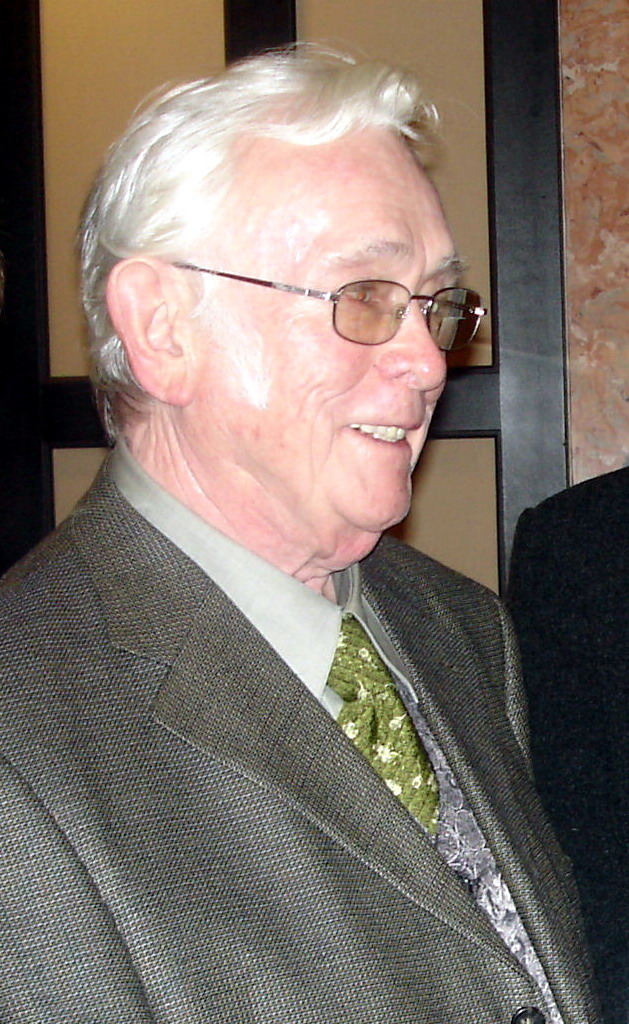
约瑟夫·史克沃莱茨基 – Náchod 2004

约瑟夫·史克沃莱茨基（捷克語：Josef Škvorecký，1924年9月27日—2012年1月3日）是一位捷克作家及出版商。他的作品风格多样，所写侦探小说闻名捷克文坛。爵士乐以其即兴表演和自由轻松的表现方式深深地影响了他的写作。他最著名的作品是小说《人类灵魂工程师》。1968 年“布拉格之春”事件后，他流亡加拿大，创办了68出版社，用捷克文、斯洛伐克文出版捷克斯洛伐克作家在国内被禁的作品。到1993年为止，在移居加拿大的二十多年里，他经手出版了227种文学书籍。他的出版活动对于捷克斯洛伐克文化作出了很大贡献。
2012年1月3日，他在多伦多一家医院去世，享年87岁。